# Carmen Marón
Carmen Marón Beltrán (Samos (Lugo), 29 de noviembre de 1944) es una política socialista española.

## Biografía
Residente desde muy joven en La Coruña, estudió Graduado Social, es funcionaria del ministerio de Justicia y, en el ámbito político, miembro del Partido de los Socialistas de Galicia desde 1981. Fue diputada en el Congreso durante cuatro legislaturas y teniente de alcalde de La Coruña. Con Francisco Vázquez como alcalde de la ciudad fue concejal-delegada de Medio Ambiente (1997-2003) y Cultura y Bienestar (2003-2006).
Portavoz del grupo municipal del PSdeG-PSOE en La Coruña de 2007 a 2011 y segunda teniente de alcalde, estuvo al frente de la concejalía de Economía, Hacienda y Planificación. Después de las elecciones municipales de 2011, el 24 de mayo, anunció su renuncia como concejal tras la pérdida de la alcaldía por Javier Losada, que también había renunciado pocas horas antes. Fue miembro del Comité Federal del Partido Socialista Obrero Español (PSOE) durante el mandato como secretario general de José Luis Rodríguez Zapatero.